# Nephrotoma lundbecki
Nephrotoma lundbecki là một loài ruồi trong họ Ruồi hạc (Tipulidae). Loài này phân bố ở Palearctisch en Nearctisch gebied.